# Мали (град)
Вижте пояснителната страница за други значения на Мали.
Мали (на френски: Mali) е град в Северна Гвинея, регион Лабе. Административен център на префектура Мали.
Населението на града през 2014 година е 40 247 души.